# ヴァリラプトル
ヴァリラプトル（Variraptor　"ヴァールの盗賊"の意味）は白亜紀後期に現在のフランスに生息したコエルロサウルス類の獣脚類恐竜である。北アメリカのデイノニクスに似た小型肉食恐竜とされる。

## 発見と命名
1992年から1995年にかけてアマチュア古生物学研究家の Patrick Méchin、Annie Méchin-Salessy夫妻はフォクス＝アンフー（fr）近郊のラバスティードヌーにあるグラ・エ・レプティラ累層（en）（カンパニア期-マーストリヒト期）で小型の獣脚類の化石を発見した。1992年の最初の発見時には疑わしい獣脚類の属エロプテリクス（Elopteryx）のものとされた。しかし、2度目の論文においてこれは新種のものであると結論された。そして1998年にJean Le Loeuff とEric Buffetautによりタイプ種としてVariraptor mechinorumと命名された。属名はフランス南部プロヴァンス地方のアルプ＝マリティーム県を流れるヴァール川（en）を意味するラテン語のVarusと「盗賊」を意味するraptorから派生したものである。種小名はMéchin夫妻に献名されたものである。 

## 特徴
この属は3つのタイプ標本に基づいている。一つ目は後部の胴椎(MDE-D168)、二つ目は5つの癒合した仙椎(MDE-D169)、三つ目は腸骨(CM-645)である。これらはエスペラサ恐竜博物館（Musée des Dinosaures d'Espéraza）の収蔵物および私的なCollection Méchinとなっている。

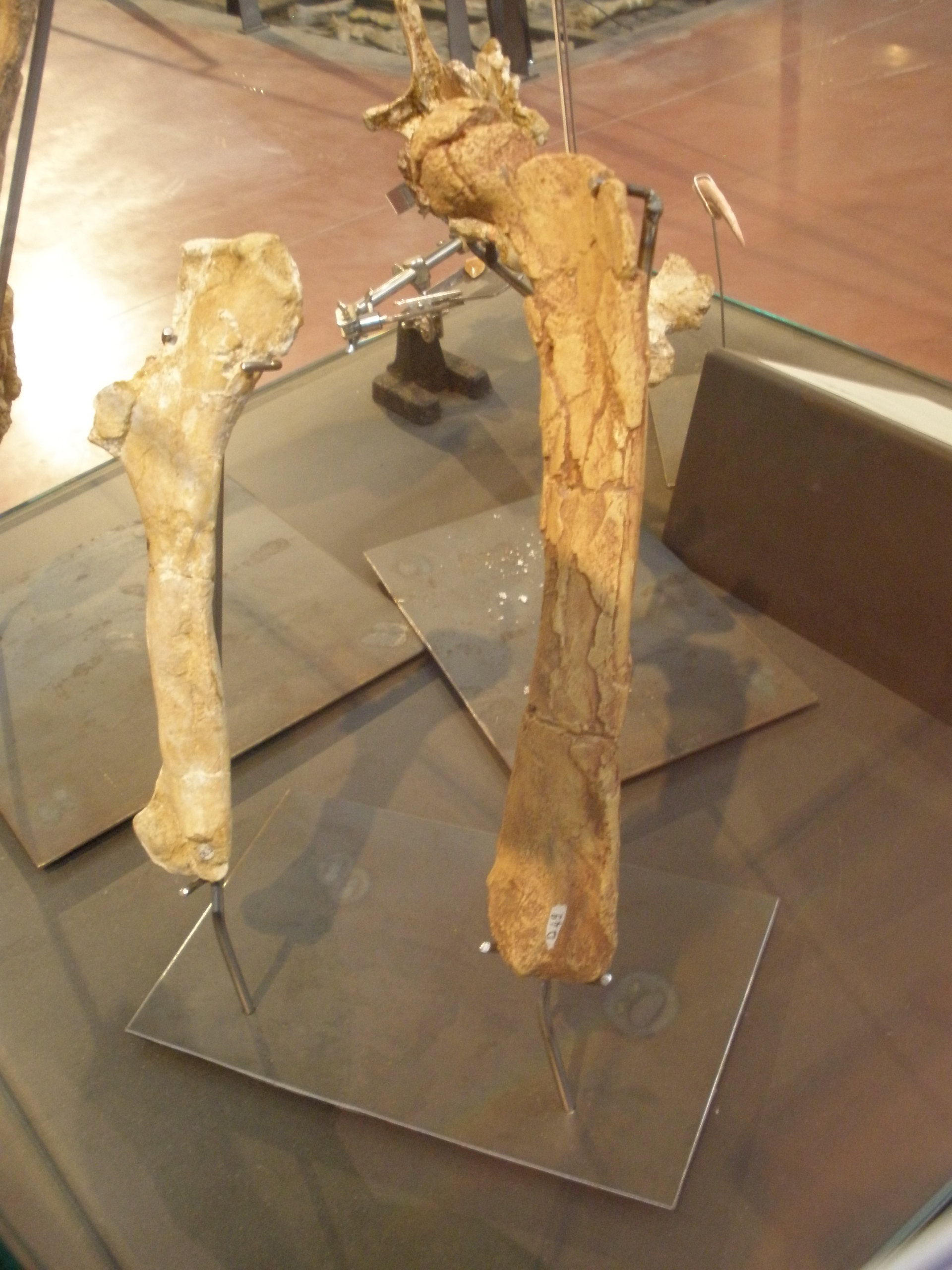
ヴァリラプトルの可能性のある化石

右上腕骨(MDE-D158)を含む追加要素がこれに加えられている。この上腕骨は基地の獣脚類では最も発達した三角胸筋稜を持ち、前肢に強力な捕食機能があったとうかがえる。他の追加の化石としては大腿骨と様々な椎骨がある。これらの不完全な骨格にはデイノニクスの似たところがあり、椎骨や上腕骨にはドロマエオサウルス科の特徴がある。成体ではデイノニクスよりやや小型で、体長2 mほどであったと推定される。しかし、化石が同じ属のものであるかは不確かになっている。

## 分類・属の有効性
2000年にRonan Allainとフィリップ・タケ（en）は同じ地層で発見された第二の小型獣脚類ピロラプトル（Pyroraptor）を命名した。彼らはヴァリラプトルのタイプ標本には属を識別できる特徴がないとして疑問名（nomen dubium ）であると主張した。 

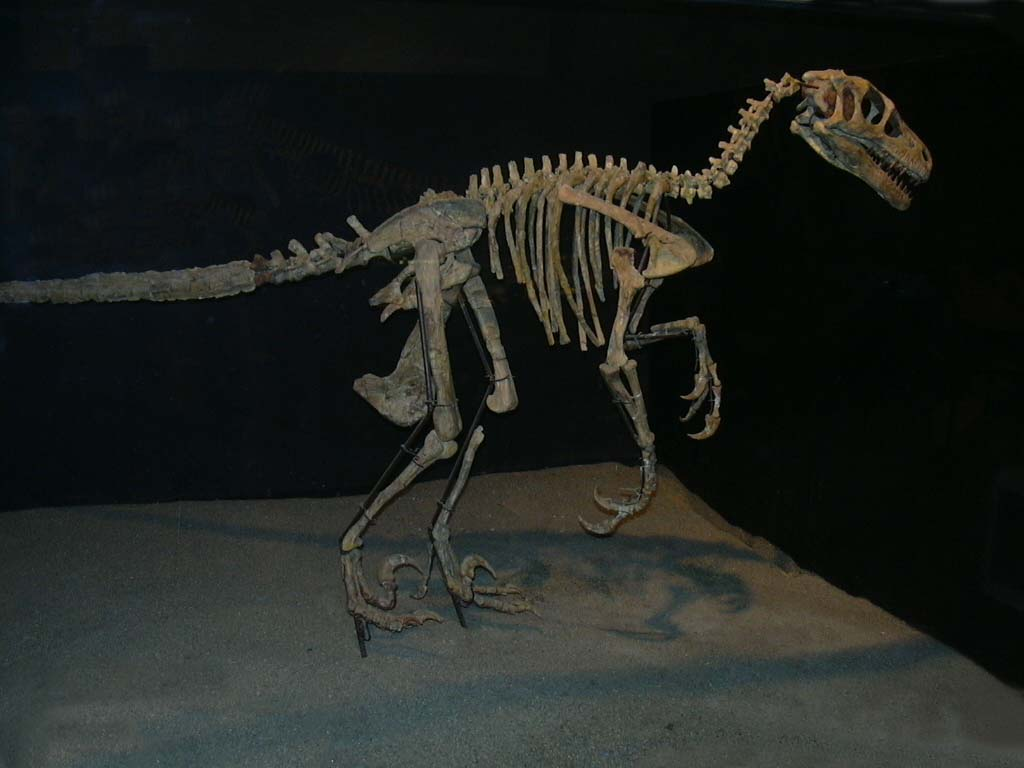
復元骨格

2009年、BuffetautとPhomphen Chanthasitはタイプ標本には独特の特徴の組み合わせがあると主張し、ヴァリラプトルの正当性を弁護した。重複部分がないためピロラプトルが新参主観異名であるかどうか確証することは不可能であるが、フランス南部から2種類の異なるドロマエオサウルス科の尺骨が発見されていることから両者は別の種であったようだ。
Le LoeuffおよびBuffetautはヴァリラプトルがマニラプトル類でドロマエオサウルス科に属すと記載し、一般に受け入れられている。しかし、2000年にOliver Rauhutはこれに疑義を唱えより包括的なコエルロサウルス類であるとしている。  

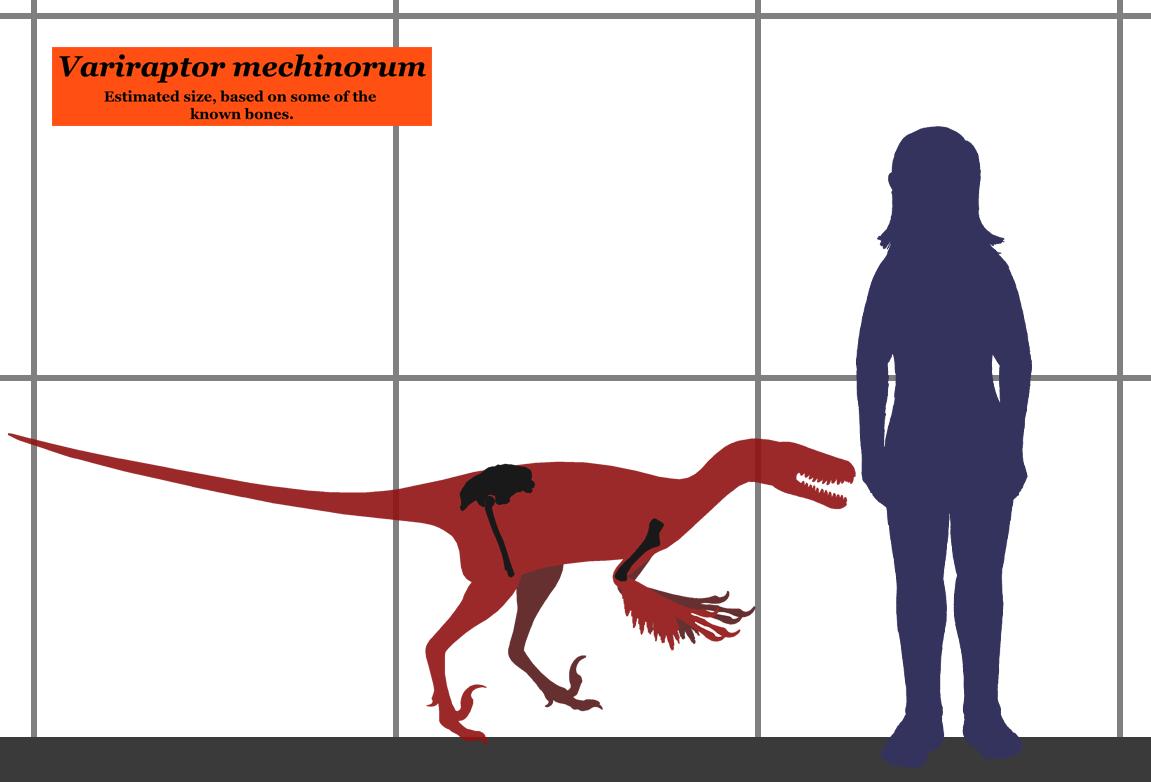
人間との大きさ比較

## 参照
1. ↑  Le Loeuff, J., Buffetaut, E., Mechin, P., Mechin-Salessy, A., 1992, "The first record of dromaeosaurid dinosaurs (Saurischia, Theropoda) in the Maastrichtian of southern Europe: palaeobiogeographical implications", Bulletin de la Société Géologique de France 163: 337–343
2. ↑  Eric Buffetaut, Jean Le Loeuff, Lionel Cavin, Sylvain Duffaud, Emmanuel Gheerbrant, Yves Laurent, Michel Martin, Jean-Claude Rage, Haiyan Tong & Denis Vasse, 1997, "Les vertébrés continentaux du Crétacé supérieur du Sud de la France: un aperçu sur des découvertes récentes", Geobios 30 Supplement 1, 1997: 101-108
3. ↑  Le Loeuff, Jean, Buffetaut, Eric (1999) "A new dromaeosaurid theropod from the Upper Cretaceous of Southern France". Oryctos 1, 105-112
4. ↑  Allain, R. and Taquet, P., 2000, "A new genus of Dromaeosauridae (Dinosauria, Theropoda) from the Upper Cretaceous of France", Journal of Vertebrate Paleontology, 20(2), 404-407
5. ↑    - Chanthasit, P., and Buffetaut, E., 2009, "New data on the Dromaeosauridae (Dinosauria: Theropoda) from the Late Cretaceous of southern France", Bulletin de la Société Géologique de France 180(2):145-154
6. ↑  Rauhut, 2000, The interrelationships and evolution of basal theropods (Dinosauria, Saurischia). PhD dissertation, University of Bristol, Bristol. 583 pp *Allain and Taquet, 2000, "A new genus of Dromaeosauridae (Dinosauria, Theropoda) from the Upper Cretaceous of France", Journal of Vertebrate Paleontology, 20(2), 404-407